# 이동영 (1905년)
이동영(1905년 1월 21일~1992년 2월 22일)은 대한민국의 정치인이다. 제4·6·7대 국회의원을 지냈다.

## 역대 선거 결과
|  | 66.34% |

|  | 54.39% |

|  | 70.85% |